# Estany de Nariolo
L'Estany de Nariolo o Estany de Mariolo, és un llac d'origen glacial que es troba a 2.301 m d'altitud, a la capçalera de la vall Fosca, al Pallars Jussà, al nord-est del poble de Cabdella, en el terme municipal de la Torre de Cabdella. La seva superfície és de 15 hectàrees i el volum de l'aigua continguda és de 1,25 hectòmetres cúbics.
El seu nom (Mariolo) "deu derivar de meridiolus, amorriador. El nom Neriolo que apareix en alguns mapes és incorrecte".
La seva conca està formada a l'oest per la carena de muntanyes que separa el Pallars Jussà de l'Alta Ribagorça, amb el Pic de Nariolo a l'oest i la Pala de Dellui al nord-oest i el Pic de Tort, que no és termenal, a llevant. La resta de conca està delimitada per serretes més baixes que són contraforts dels anteriors.
Pertany al grup de vint-i-sis llacs d'origen glacial de la capçalera del Flamisell que per la construcció de la central hidroelèctrica de Capdella van ser interconnectats subterràniament i per superfície entre ells, amb l'Estany Gento com a regulador del sistema. Rep les aigües directament de la muntanya i de l'Estany de Cubieso i aboca les seves aigües a l'Estany Tort.
És un dels estanys que disposa de presa per tal d'augmentar la capacitat de la seva conca original.